# Wola Mała (Ukraina)
Wola Mała (ukr. Мала Воля) – wieś na Ukrainie, na terenie obwodu lwowskiego, w rejonie stryjskim (do 2020 roku w rejonie mikołajowskim).
Pod koniec XIX w. część wsi Wola Wielka w powiecie żydaczowskim.